# 苏联干预阿富汗内战 (1929年)
苏联干预阿富汗内战，或苏联第一次干预阿富汗内战，发生于1928年–1929年阿富汗内战期间。苏联发动此次特别行动旨在扶持被罢黜的阿富汗国王阿曼努拉汗，打击萨卡维主义者和巴斯玛奇运动。苏联红军由维塔利·普里马科夫率领，所有参战苏军都身着阿富汗服饰，指挥官则使用了亚洲式姓名。